# Caledonia
Caledonia var en hjuldamper, bygget i 1815 i Storbritannien. Skibet blev i 1819 købt af en dansk ejer og blev Danmarks første dampskib. Hun sejlede primært på ruten mellem København og Kiel. Hun blev hugget op omkring 1843.

## Under britisk flag
Caledonia blev søsat 27. april 1815 hos John Wood & Co. i Port Glasgow, nær Glasgow. Hjuldamperen var udstyret med to dampmaskiner, der var leveret af Greenhead Foundry Company i Glasgow. Maskinkraften var i alt 36 normerede HK, svarende til mellem 100 og 180 indikerede HK. Skibet kunne oprindeligt præstere en fart på mellem 6 og 8 knob. Caledonia var det største dampskib, der hidtil var bygget af værfterne langs floden Clyde, og kun en enkelt af dets forgængere havde benyttet systemet med to maskiner. Registreringspapirerne fra juli 1816 nævnte en række ejere, der havde sluttet sig sammen i Caledonia Steam Boat Company. Caledonia blev indsat på en rute mellem Glasgow og Helensburgh. Det skal bemærkes, at kilderne til de tidlige oplysninger om skibet bestemt ikke er enige. I juli 1816 tog Caledonia den lange tur fra Glasgow til Themsen, hvor skibet blev indsat på en rute mellem London og Margate.
I maj 1817 blev Caledonia købt af James Watt Jr (nevø til opfinderen James Watt) og Matthew Robinson Boulton (søn af Matthew Boulton). De to arbejdede sammen som anden generation i maskinfabrikken Boulton and Watt og de havde planer om at føje skibsmaskiner til produktionen i Birmingham på Soho Manufactory. Watts og Boulton udskiftede efterhånden maskineriet med deres egne produkter, og for at afprøve holdbarheden tog de Caledonia på en tur til Rotterdam og videre op ad Rhinen. Hjuldamperen Defiance var i juni 1816 nået så langt som til Køln, og Caledonia nåede i november 1817 til Koblenz. Man havde imidlertid haft brug for de traditionelle trækheste på det sidste stykke, og en anmodning til Preussen om rettigheder til fast rutefart blev afslået. Caledonia tilbragte vinteren i Rotterdam, hvor mere maskineri blev tilsendt fra England og installeret. I foråret 1818 var hjuldamperen tilbage på Themsen, og James Watt Junior eksperimenterede videre med skibet, blandt andet ved at variere antallet af skovle på hvert hjul. Mens dette foregik, havde den senere diplomat Steen Andersen Bille søgt om eneret på dampskibsdrift mellem København og Kiel. Der var to andre ansøgere, men de faldt fra, og i oktober 1818 fik Bille privilegiet. Han var da i Vestindien, men bankierfirmaet Hambro og Søn formidlede købet for ham. Billes bror, den forhenværende søofficer Michael Bille tog til England, hvor han overtog Caledonia og via Ejderkanalen førte skibet til Danmark. 

## Under dansk flag
Ved ankomsten til Toldboden i København i maj 1819 vakte skibet stor opsigt. I en annonce fra 1819 blev der om den nye rute oplyst:"afgaaer fra Kjøbenhavn til Kiel hver Tirsdag morgen Kl. 5 præcise og anløber paa denne Tour (saavel for at modtage som landsætte Passagerer) Costers Færgested paa Møen Kl. 2 om Eftermiddagen, Gaabense Færgested paa Falster Kl. 4 om Eftermiddagen, Banholm i Lolland Kl. 6 om Eftermiddagen og antages at ankomme til Kiel Onsdag morgen Kl. 8." I alt blev det i 1819 til 14 ture og 22 ture i 1820. I sommeren 1819 var det svært at finde passagerer til ruten - der var stadig megen mistro mod dampdriften - så man droppede afgangene hver anden uge og sejlede i stedet lystture på Øresund. Det gav nye kunder, især da kongeparret også tog en tur med. I januar 1822 overdrog Steen Bille skib og koncession til grosserer L.N. Hvidt.
Dårligt vejr kunne naturligvis slå skår i sejlplanen. Det skete for H.C. Andersen, da han tirsdag den 30. juni 1829 sejlede med Caledonia til Møn. I et brev berettede han om turen: "Søe-Touren var meget uheldig, dog nu den er overstaaet morer den mig dog. Vi fik en lille Storm og maatte arbeide gjennem sorte, skumhvide Bølger; Alle vare syge; Fru Bülow mente at vi forliiste, og jeg - - ja De veed jo nok jeg intet Modsorgan har - jeg laae indsvøbt i en Sæk midt paa Dækket og stirrede med det blege Ansigt paa de graae Skyer, der ganske artigt udøste sig over os. - Tilsist fortalte Capitainen at vi maatte blive paa Søen om Natten; en trøstelig Udsigt. Først næste Morgen kom vi til Koster, hvor Alt var i Bevægelse for at modtage Kongen."
Over både for- og agterstavnen var der udspændt sejldugs-presenninger, hvor passagererne kunne opholde sig under sejlturen. I samtidens aviser kunne man om indretningen læse: "Man finder her et nydeligt Kabinet for Damer, en Forsamlingssal for Passagerer og et Køkken, hvor Maden koges ved den Damp, der driver Skibet". Herudover var der, som det hed, "otte nette og smagfulde kamre", hvor passagererne kunne sove under overfarten.
Vittighedsbladene talte om Caledonia-syge, fordi maskindrevne skibe typisk ruller mere end sejlskibe, da vindens pres i sejlene dæmper rulningen. Af folkeviddet fik hjuldamperen tildelt kælenavnet "Plaske-Marlene".
Efter 12 sejlsæsoner blev Caledonia i 1830 afløst af det større Frederik 6. på ruten, hvis betydning voksede, da hovedvejen mellem Kiel og Altona i 1832 blev færdigbygget. Hjuldamperen fortsatte nogle år endnu og den indgik stadig i de i 1834 averterede sejlplaner, men så var det slut, og der er ingen efterretninger om skibet, før Hvidt meddelte myndighederne, at det i 1841 eller 1843 var blevet ophugget. Caledonia var en glimrende forretning for L.N. Hvidt. Museumsdirektør Knud Klem har opgjort, at Hvidt i skibets levetid tjente omkring 43.000 rigsdaler på det.